# Slovanské tance, op. 46 a 72
Slovanské tance, op. 46 a 72 (tiếng Việt: Vũ khúc Slavonic Op.46 và Op.72) là 2 tập tác phẩm dành cho dàn nhạc giao hưởng của nhà soạn nhạc người Séc Antonín Dvořák. Tập vũ khúc thứ nhất được Dvořák sáng tác vào năm 1878, tập thứ hai được ông viết vào năm 1886 dưới áp lực của các nhà xuất bản. Đây là tác phẩm thể hiên rõ yếu tố dân tộc Cộng hòa Séc của nhà soạn nhạc này. Để có được yếu tố đó, Dvořák đã chịu ảnh hưởng lớn từ người đàn anh Bedřich Smetana.